# Corea del Nord als Jocs Olímpics
La primera participació de la República Popular Democràtica de Corea als Jocs Olímpics va tenir lloc l'any 1964. El Comitè Olímpic Nacional de Corea del Nord va ser creat el 1953 i reconegut pel Comitè Olímpic Internacional el 1957.

## Història

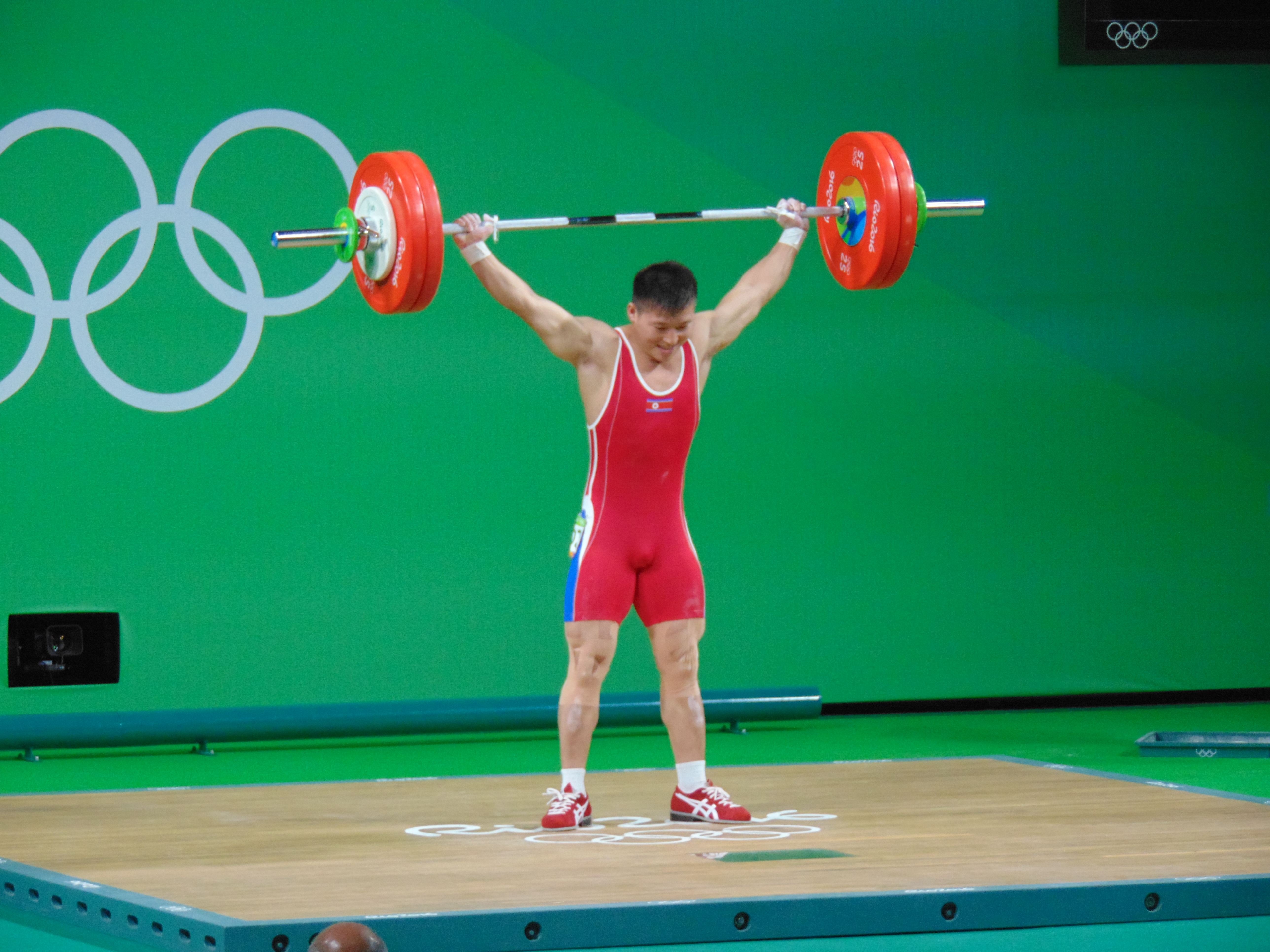
Kwon Yong-gwang durant la competició d'halterofília als Jocs Olímpics d'estiu de 2016.

La primera aparició olímpica de Corea del Nord va ser als Jocs Olímpics d'hivern de 1964 a Innsbruck, Àustria. La nació va participar en els seus primers Jocs Olímpics d'estiu vuit anys més tard als Jocs Olímpics de 1972 a Múnic, Alemanya. Des d'aleshores, la nació ha aparegut a tots els Jocs d'estiu, excepte quan el país es va unir al boicot, liderat pels soviètics, dels Jocs Olímpics d'estiu de 1984; i també va boicotejar els Jocs de 1988 a Seül, Corea del Sud. El 2021 no va assistir als Jocs Olímpics d'estiu de 2020 de Tòquio, argumentant la preocupació nacional per la COVID-19.
Pel que fa als Jocs Olímpics d'Hivern, l'assistència de Corea del Nord ha estat esporàdica; ha participat en vuit de les tretze darreres cites olímpiques. El 2022 el Comitè Olímpic Internacional va prohibir competir el Comitè Olímpic de Corea del Nord als Jocs Olímpic d'hivern de 2022 celebrats a Pequín, Xina, a causa de la seva decisió unilateral de no participar als Jocs Olímpics de Tòquio un any abans. La delegació nacional va declarar que no participaria a la cita olímpica a causa de la preocupació per la pandèmia de la COVID-19 i per les hostilitats envers el país.

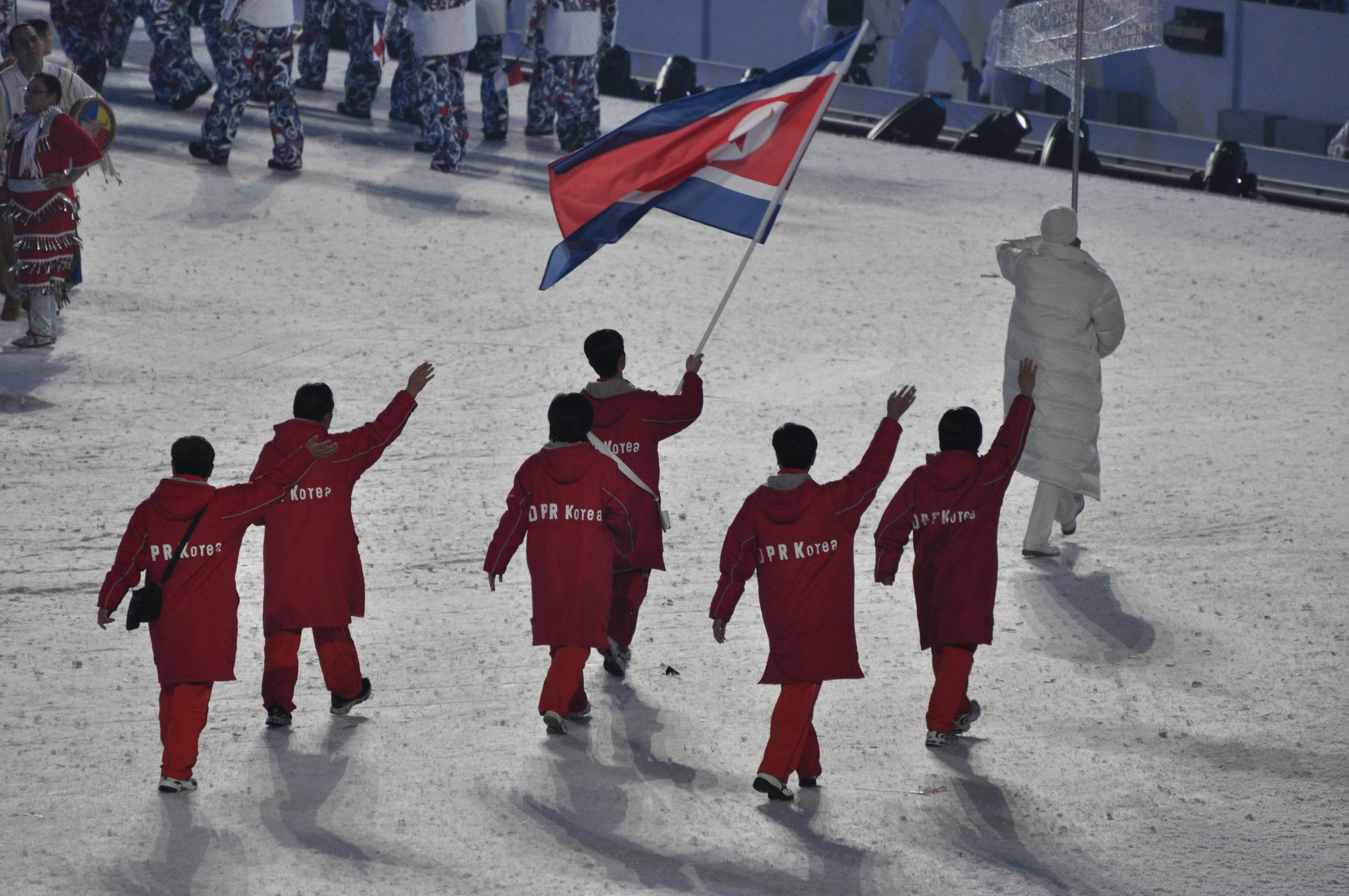
Desfilada dels esportistes nord-coreans en la cerimònia d'obertura dels Jocs Olímpics d'Hivern de 2010

Durant l'era de la Política del Sol (1998-2007) Corea del Nord i Corea del Sud van marxar simbòlicament com un equip a les cerimònies d'obertura dels Jocs Olímpics de 2000, 2004 i 2006, però van competir per separat.

## Medallers

### Medalles per Jocs d'Estiu
| Jocs                | Esportistes                | Or                         | Argent                     | Bronze                     | Total                      | Rànking                    |
| ------------------- | -------------------------- | -------------------------- | -------------------------- | -------------------------- | -------------------------- | -------------------------- |
| 1932-1936           | Ocupació japonesa de Corea | Ocupació japonesa de Corea | Ocupació japonesa de Corea | Ocupació japonesa de Corea | Ocupació japonesa de Corea | Ocupació japonesa de Corea |
| 1972 Múnic          | 37                         | 1                          | 1                          | 3                          | 5                          | 22                         |
| 1976 Montreal       | 38                         | 1                          | 1                          | 0                          | 2                          | 21                         |
| 1980 Moscou         | 57                         | 0                          | 3                          | 2                          | 5                          | 26                         |
| 1984 Los Angeles    | No va participar-hi        | No va participar-hi        | No va participar-hi        | No va participar-hi        | No va participar-hi        | No va participar-hi        |
| 1988 Seül           | No va participar-hi        | No va participar-hi        | No va participar-hi        | No va participar-hi        | No va participar-hi        | No va participar-hi        |
| 1992 Barcelona      | 64                         | 4                          | 0                          | 5                          | 9                          | 16                         |
| 1996 Atlanta        | 24                         | 2                          | 1                          | 2                          | 5                          | 33                         |
| 2000 Sydney         | 31                         | 0                          | 1                          | 3                          | 4                          | 60                         |
| 2004 Atenes         | 36                         | 0                          | 4                          | 1                          | 5                          | 57                         |
| 2008 Pequín         | 63                         | 2                          | 2                          | 2                          | 6                          | 34                         |
| 2012 Londres        | 51                         | 4                          | 0                          | 3                          | 7                          | 20                         |
| 2016 Rio de Janeiro | 31                         | 2                          | 3                          | 2                          | 7                          | 34                         |
| 2020 Tòquio         | No va participar-hi        | No va participar-hi        | No va participar-hi        | No va participar-hi        | No va participar-hi        | No va participar-hi        |
| 2024 París          | 16                         | 0                          | 2                          | 2                          | 4                          | 68                         |
| Total               | Total                      | 16                         | 18                         | 25                         | 59                         | 46                         |

### Medalles per Jocs Olímpics d'Hivern
| Jocs                | Esportistes                             | Or                                      | Argent                                  | Bronze                                  | Total                                   | Rànking                                 |
| ------------------- | --------------------------------------- | --------------------------------------- | --------------------------------------- | --------------------------------------- | --------------------------------------- | --------------------------------------- |
| 1964 Innsbruck      | 13                                      | 0                                       | 1                                       | 0                                       | 1                                       | 13                                      |
| 1968 Grenoble       | No va participar-hi                     | No va participar-hi                     | No va participar-hi                     | No va participar-hi                     | No va participar-hi                     | No va participar-hi                     |
| 1972 Sapporo        | 6                                       | 0                                       | 0                                       | 0                                       | 0                                       | -                                       |
| 1976 Innsbruck      | No va participar-hi                     | No va participar-hi                     | No va participar-hi                     | No va participar-hi                     | No va participar-hi                     | No va participar-hi                     |
| 1980 Lake Placid    | No va participar-hi                     | No va participar-hi                     | No va participar-hi                     | No va participar-hi                     | No va participar-hi                     | No va participar-hi                     |
| 1984 Sarajevo       | 6                                       | 0                                       | 0                                       | 0                                       | 0                                       | -                                       |
| 1988 Calgary        | 6                                       | 0                                       | 0                                       | 0                                       | 0                                       | -                                       |
| 1992 Albertville    | 20                                      | 0                                       | 0                                       | 1                                       | 1                                       | 19                                      |
| 1994 Lillehammer    | No va participar-hi                     | No va participar-hi                     | No va participar-hi                     | No va participar-hi                     | No va participar-hi                     | No va participar-hi                     |
| 1998 Nagano         | 8                                       | 0                                       | 0                                       | 0                                       | 0                                       | -                                       |
| 2002 Salt Lake City | No va participar-hi                     | No va participar-hi                     | No va participar-hi                     | No va participar-hi                     | No va participar-hi                     | No va participar-hi                     |
| 2006 Turin          | 6                                       | 0                                       | 0                                       | 0                                       | 0                                       | -                                       |
| 2010 Vancouver      | 2                                       | 0                                       | 0                                       | 0                                       | 0                                       | -                                       |
| 2014 Sochi          | No va participar-hi                     | No va participar-hi                     | No va participar-hi                     | No va participar-hi                     | No va participar-hi                     | No va participar-hi                     |
| 2018 Pyeongchang    | 10                                      | 0                                       | 0                                       | 0                                       | 0                                       | -                                       |
| 2022 Beijing        | No va participar-hi (suspensió del COI) | No va participar-hi (suspensió del COI) | No va participar-hi (suspensió del COI) | No va participar-hi (suspensió del COI) | No va participar-hi (suspensió del COI) | No va participar-hi (suspensió del COI) |
| Total               | Total                                   | 16                                      | 18                                      | 25                                      | 59                                      | 46                                      |

### Medalles per esports d'estiu
| Esport       | Or | Argent | Bronze | Total |
| ------------ | -- | ------ | ------ | ----- |
| Halterofília | 5  | 8      | 5      | 18    |
| Lluita       | 3  | 2      | 5      | 10    |
| Gimnàstica   | 3  | 0      | 0      | 3     |
| Boxa         | 2  | 3      | 3      | 8     |
| Judo         | 2  | 2      | 4      | 8     |
| Tir          | 1  | 0      | 2      | 3     |
| Voleibol     | 0  | 0      | 1      | 1     |
| Tennis taula | 0  | 2      | 3      | 5     |
| Total        | 16 | 17     | 23     | 56    |

### Medalles per esports d'hivern
| Esport                                | Or | Argent | Bronze | Total |
| ------------------------------------- | -- | ------ | ------ | ----- |
| Patinatge de velocitat                | 0  | 1      | 0      | 1     |
| Patinatge de velocitat en pista curta | 0  | 0      | 1      | 1     |
| Total                                 | 0  | 1      | 1      | 2     |